# 리키시

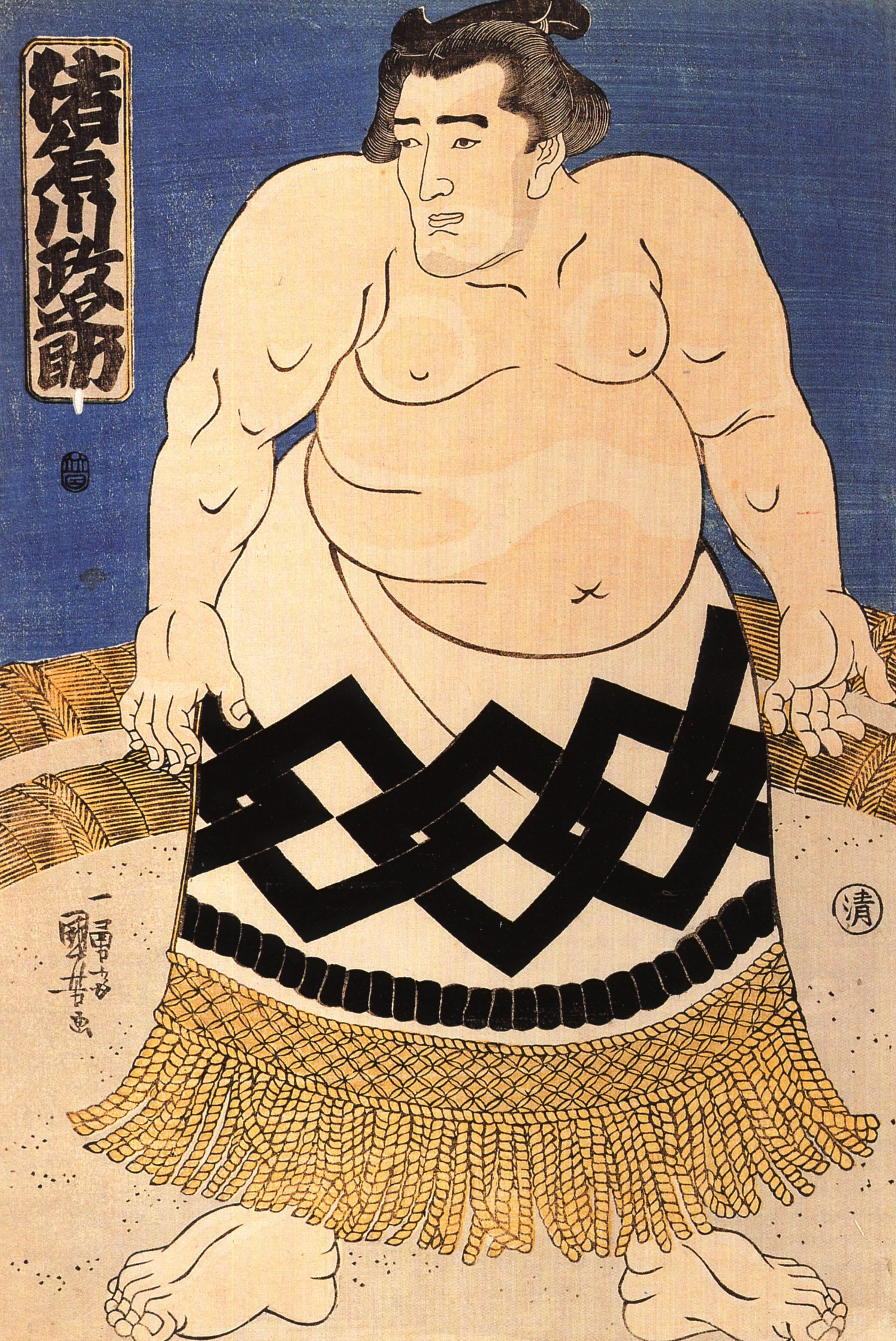
우키요에에 그려진 리키시 이나가와 마사노스케(최고 순위 세키와케). 우타가와 구니요시의 1844년 작품이다.

리키시(일본어: 力士)는 스모를 하는 사람을 의미한다. 엄밀히 말하면, 스모헤야에 소속되어 시코나를 사용하여 순위에 관계 없이 오즈모에 참가하는 선수의 총칭이다. 스모토리(일본어: 相撲取り)라고도 불린다. 세키토리(일본어: 関取)라고 불리기도 하지만, 원래는 오제키를 의미하는 것으로 현대에서는 주료 이상의 선수를 가리킨다. 마쿠시타 다음의 선수를 리키쇼세이신(일본어: 力士養成員→역사 양성원)이라고 부른다. 또한 본래는 제사에 관련된 사람이기 때문에 일상 회화에서는 친애과 존경을 담아 오스모상(お相撲さん)이라고도 불린다.
완파쿠 스모 전국대회와 대학교의 스모부 등의 아마추어 스모에서 스모를 하는 사람은 모두 시코나를 사용할 수 없기 때문에 엄밀하게는 리키시가 아니다.

## 본래의 의미
스모는 원래 신사와 같은 종교 시설 앞에서 행해졌다. 일본 고유의 종교인 신토에서 신에게 봉납하는 제사이다. 리키시는 시코나를 사용하여 신탁에 의해 요리시로인 특별한 힘 (신통력)을 갖춘 신의 은혜있는 특별한 사람이다. 또한 리키시가 갓난 아이를 안으면 그 아이는 건강하게 자라는 것으로 알려져 있다.

## 차림새
실제로 스모를 할 때 마와시를 몸에 두르고 발은 맨발, 상반신은 벗은채 경기에 임한다. 머리카락은 전통적으로 상투를 틀고 있으며, 순위에 따라 그 형태가 다르다. 주료 이상의 선수는 오이초로 묶으며, 마쿠시타 다음 선수는 촌마게를 한다. 그러나 마쿠시타 다음 선수도 주료와의 대전이 있거나 유미토리시키를 할 때 오이초로 하기도 한다.
외출 시에는 전원 와후쿠를 입고있다. 조노쿠치는 유카타와 같은 간소한 옷을 입지만, 조니단에서 겉옷 착용이 허용되고 산단메에서 외투와 목도리도 착용할 수 있게 된다. 주료부터 정장인 몬즈키하오리하카마를 허용한다. 신발도 순위에 따라 세세하게 규정되어 있으며 마쿠시타 이상은 다비의 착용을 허용하거나 산단메 이상은 셋타, 그 이하는 게다를 신는 것으로 되어있다.

## 리키시의 조건 및 대우

### 조건
리키시가 되기 위해서는 각 스모베야를 통해 입문을 해야 한다. 입문에 필요한 몇가지 조건이 있다.
1. 연령: 일본스모협회 기부 행위 시행 세칙 제55조에 의하면, '의무교육을 마친 23세 미만(신제자 검정일 까지)의 남자'로 규정되어 있다. 현역 초중학생이나 23세 이상은 리키시가 될 수 없다. (23세 이상이라 하더라도 아마추어 요코즈나 등에 올라 조노쿠치를 뛰어넘어 마쿠시타 급으로 인정받는 경우(마쿠시타 쓰케다시(幕下付出)라고 함)는 제외)
2. 필수: 친권자의 승락서. 호적 등본 또는 초본(抄本), 건강진단서, 주민표, 중학교의 졸업(예정) 증명서, 스포츠 이력, 리키시 검사 신청서, 이상의 것들을 신제자 검정 검사를 받기 전에 소속 헤야의 오야카타가 스모 협회에 제출하여야 한다.

이상의 조건을 만족하면, 신제자 검사를 받게 된다. 합격에는 다음과 같은 조건의 만족이 필요하다.
1. 신장 167 cm, 체중 67kg이 신인 리키시의 최저 합격선이다. 단, 어느 정도의 체격 이상이 되느냐 그렇지 않느냐에 따라 판가름하는 검사는 아니다. 제1검사의 합격선은 신장 173 cm, 체중 75kg이상. 이 심사에 합격하면 그 이상의 심사는 필요로 하지 않고, 그날 안에 건강진단, 심전도 검사, 초음파 검사 등을 하여, 문제 없을 경우 리키시로 인정을 받게 된다. 이 검사는 매 바쇼 전에 행해진다. 3월 바쇼는 중학교 졸업 예정자만이 검사에 참가하므로, 이 시기가 통상 수검자 수가 가장 많다.
2. 제1검사의 기준에 달하지 못하나 신장 167 cm, 체중 67kg이상인 경우, 제2검사를 받을 수 있다. 제2검사는, 1년에 두번 료고쿠 고쿠기칸에서 행해지며, 검사 항목은 배근력, 핸드볼 던지기, 악력(최대 근력 검사), 윗몸일으키기 (근지구력 검사), 수직 점프 (순발력 검사), 반복 가로세로 뛰기 (민첩성 검사), 50m 달리기(주력 검사), 20미터 왕복달리기(심폐계 지구력 검사) 등이 있다. 합격 기준은, 문부과학성 득점 기준과 동등한 득점표를 적용하며, 현역 리키시의 하위 30%에 해당하거나 그 이상(23점)일 경우 합격이다. (18세 미만의 지원자는 50%에 해당하거나 그 이상(28점)일 경우 합격).

이상의 검사가 끝나게 되면, 마에즈모에 참가하게 되어 스모 리키시로서의 인생이 시작되게 된다. 바쇼가 끝난 후에는 스모 교습소에 다니면서, 실기와 학과의 수업을 받는다. 또한 헤야에서는 게이코(稽古)를 시작하게 된다.

### 보수
오즈모 리키시의 보수 제도는, 지위에 따라 주어지는 급여, 수당과 리키시 포상금 등으로 나뉘어 있다.
(2006년 1월 기준으로, 단위:일본 엔)
| 항목         | 요코즈나   | 오제키     | 삼역       | 히라마쿠   | 주료       |
| ------------ | ---------- | ---------- | ---------- | ---------- | ---------- |
| 월봉         | 2,820,000  | 2,347,000  | 1,690,000  | 1,309,000  | 1,036,000  |
| 연봉         | 33,840,000 | 28,164,000 | 20,280,000 | 15,708,000 | 12,432,000 |
| 연상여금     | 5,640,000  | 4,694,000  | 3,380,000  | 2,618,000  | 2,072,000  |
| 특별수당     | 1,200,000  | 900,000    | 300,000    | -          | -          |
| 출장수당     | 1,155,000  | 997,000    | 850,000    | 745,000    | 682,000    |
| 리키시보조금 | 75,000     | 75,000     | 75,000     | 75,000     | 75,000     |
| 리키시포상금 | 600,000    | 400,000    | 240,000    | 240,000    | 160,000    |
| 총합계       | 42,510,000 | 35,230,000 | 25,125,000 | 19,386,000 | 15,421,000 |

- 리키시 보상금은 어디까지나 최저지급금액임.

#### 급여
주료 이상의 리키시는 다음과 같은 금액을 달마다 급여로 지급받는다.
- 요코즈나: 282만엔
- 오제키: 234만 7,000엔
- 삼역: 169만 3,000엔
- 히라마쿠: 130만 9,000엔
- 주료: 103만 6,000엔

급여지급은 혼바쇼 단위로 이루어지며, 예를 들어 주료 등급의 리키시가 11월 바쇼에서 마케코시를 하여, 다음해 1월 바쇼에는 마쿠시타로 떨어지는 경우에도 12월 분의 급여가 지급된다.

#### 상여금
상여금은, 9월과 12월에 각각 매달의 급여의 1개월분의 금액으로 지급된다. 따라서 1년동안 받는 상여금은 월급의 2개월 분이 된다. 이전에는 순업수당이었던 것이 상여금으로 변경되었다.

#### 기타 수당
혼바쇼 특별 수당
삼역 이상의 리키시에게는 혼바쇼마다 특별수당이 지급된다. (요코즈나: 20만엔, 오제키: 15만엔, 삼역: 5만엔, 1년에 총 6번). 11일 이상 근무를 했을 경우 전액, 6~10일을 근무했을 경우 3분의 2, 5일 이하를 근무했을 경우 3분의 1이 지급되며, 바쇼를 결장했을 경우(부전패 포함) 지급되지 않는다.
출장 수당
1년에 세번(3월, 7월, 11월) 바쇼에는 다음 금액을 1일치로 35일치에 해당하는 금액을 지급받는다.(3월, 7월, 11월은 도쿄 이외의 지역으로 이동하므로)
- 요코즈나: 숙박비 8,000엔, 일당 3,000엔
- 오제키: 숙박비 7,500엔, 일당 2,000엔
- 삼역: 숙박비 6,500엔, 일당 1,600엔
- 히라마쿠 : 숙박비 5,700엔, 일당 1,400엔
- 주료: 숙박비 5,300엔, 일당 1,200엔

리키시 보조금
1년에 세번(1월, 5월, 9월 바쇼)에 머리의 손질을 위한 보조금으로 25,000엔이 지급된다. (요코즈나부터 주료까지)

#### 포상금
리키시는 위에서 언급한 급여 및 수당 외에, 혼바쇼의 성적에 따라 상금을 받을 수 있다. 그가운데 하나인 리키시 포상금은, 지급표준액에 4,000을 곱한 금액으로, 주료 이상의 리키시는 매 혼바쇼마다 한번씩 총 6번을 지급받는다. 마쿠시타 이하의 리키시의 경우 지급기준액의 계산은 이루어지나 지급은 되지 않는다.(단, 마쿠시타의 경우 가치코시 포상금을 일정액 지급받는다.)
지급 기준액은 다음과 같다.
- 마에즈모에서 조노구치로 올라옴: 3엔
- 가치코시(혼바쇼 성적이 승이 패보다 많았을 경우)를 했을 때의 승리 한번에 붙는 금액: 50전 (화폐)
- 특별 가산
  - 긴보시: 10엔
  - 마쿠노우치에서 우승(전승이 아님): 30엔
  - 마쿠노우치에서 전승으로 우승: 50엔

포상금의 최저 지급 기준액
- 요코즈나: 150엔
- 오제키: 100엔
- 마쿠노우치: 60엔
- 주료: 40엔
- 마쿠시타 이하: 3엔

각각의 등급으로 승진을 했을 때 위의 최저 지급 기준액에 미치지 않는 경우, 최저 기준액을 적용한다. 성적이 나빠 강등했을 경우, 승진 당시의 증가된 금액이 깎인다. 그러나 마케코시나 바쇼를 결장했을 경우, 포상금의 지급표준액이 깎이지는 않는다.

#### 마쿠시타 이하의 리키시의 보수
마쿠시타 이하의 리키시는 리키시 양성원(力士養成員)이라 불리며, 급여 및 포상금이 없다. 대신 다음의 금액을 바쇼 수당으로 1년에 6번 지급받는다.
- 마쿠시타: 15만엔
- 산단메：10만엔
- 조니단：8만엔
- 조노쿠치：7만엔

(2006년 1월 기준으로, 단위는 엔)
| 항목      | 마쿠시타 | 산단메  | 조니단  | 조노쿠치 |
| --------- | -------- | ------- | ------- | -------- |
| 바쇼 수당 | 150,000  | 100,000 | 80,000  | 70,000   |
| 합계      | 900,000  | 600,000 | 480,000 | 420,000  |

또한 혼바쇼의 성적에 따라, 다음과 같은 장려금이 지급된다.
(2006년 1월 기준으로, 단위는 엔)
| 항목        | 마쿠시타 | 산단메 | 조니단 | 조노쿠치 |
| ----------- | -------- | ------ | ------ | -------- |
| 승리장려금  | 2,500    | 2,000  | 1,500  | 1,500    |
| 가치코시 금 | 6,000    | 4,500  | 3,500  | 3,500    |

이 외에, 혼바쇼 때마다 전철운임이 승차권으로 지급된다.

#### 현상금
마쿠노우치의 리키시의 시합에는, 협찬을 하는 기업 및 단체에서 현상금을 제공하는 경우가 있다. 인기가 있는 리키시의 경기에는 수십 개의 현상금 봉투가 내걸리는 경우도 있다. 현상금은 1회의 경기에 걸 수 있으며, 봉투 당 6만엔씩으로 정해져 있다. (1991년 5월 바쇼부터).
현상금 6만 엔 가운데, 5천 엔은 일본스모협회의 사무경비, 2만 5천 엔은 납세충당금(마쿠노우치 리키시의 소득세는 30~40%이며, 이 세금충당금은 은퇴 후에 본인에게 환원된다.)의 명목으로 제하며 나머지 3만 엔을 현상금을 획득한 리키시가 얻게 된다.
현상금의 신청은 원칙으로 경기가 있는 4일 전까지, 각 경기의 지정은 센슈라쿠를 제외하고 전날 14시까지를 기한으로 두고 있다.